# Cantonul Oyonnax-Sud
Cantonul Oyonnax-Sud este un canton din arondismentul Nantua, departamentul Ain, regiunea Rhône-Alpes, Franța.

## Comune
- Bellignat
- Géovreisset
- Groissiat
- Martignat
- Oyonnax (parțial, reședință)